# Домбрувка (гміна Александрув)
Домбрувка (пол. Dąbrówka) — село в Польщі, у гміні Александрув Пйотрковського повіту Лодзинського воєводства.
Населення — 172 особи (2011).
У 1975-1998 роках село належало до Пйотрковського воєводства.

## Демографія
Демографічна структура станом на 31 березня 2011 року:
|          | Загалом | Допрацездатний вік | Працездатний вік | Постпрацездатний вік |
| -------- | ------- | ------------------ | ---------------- | -------------------- |
| Чоловіки | 77      | 11                 | 58               | 8                    |
| Жінки    | 95      | 15                 | 43               | 37                   |
| Разом    | 172     | 26                 | 101              | 45                   |